# Juliette Faber
Pour les articles homonymes, voir Faber.
Juliette Faber est une actrice française d’origine luxembourgeoise, née le 19 mars 1919 à Grevenmacher (Grand-Duché de Luxembourg), et morte le 13 juillet 2008 à Pontoise.

## Filmographie

### Cinéma
- 1938 : La Vierge folle d'Henri Diamant-Berger
- 1941 : Les Jours heureux de Jean de Marguenat : Pernette
- 1942 : Les Inconnus dans la maison d'Henri Decoin : Nicole Loursat
- 1942 : Mariage d'amour d'Henri Decoin : Denise
- 1943 : Picpus de Richard Pottier : Berthe
- 1943 : Au Bonheur des dames d'André Cayatte : Mademoiselle Vadon
- 1945 : La Tentation de Barbizon de Jean Stelli : Martine
- 1948 : L'École buissonnière de Jean-Paul Le Chanois : Lise Arnaud
- 1949 : Le Cas du docteur Galloy de Maurice Téboul
- 1950 : Justice est faite d'André Cayatte : Danièle Andrieux
- 1951 : Trafic sur les dunes de Jean Gourguet : Françoise Lesquin
- 1951 : Monsieur Octave de Maurice Téboul
- 1951 : Le Bagnard de Willy Rozier : Pilar
- 1952 : La Vérité sur Bébé Donge d'Henri Decoin : L'infirmière
- 1952 : Nous sommes tous des assassins d'André Cayatte : Francine Saulnier
- 1955 : La Foire aux femmes de Jean Stelli : Jeanne Vichat
- 1961 : Par-dessus le mur de Jean-Paul Le Chanois : Mme Petitot
- 1974 : L'Ombre d'une chance de Jean-Pierre Mocky : La mère de Sandra
- 1980 : Le Chemin perdu de Patricia Moraz : Madame Traber

### Télévision
- 1973 : La Ligne de démarcation - épisode 3 : Alex, de Robert Mazoyer (série télévisée) : La mère d'Henri
- 1974 : Les Îles Nicobar (Téléfilm) : La mère
- 1974 : Malaventure ép. « Un plat qui se mange froid » de Joseph Drimal
- 1974 : Madame Bovary, de Pierre Cardinal (téléfilm)
- 1977 : Les Anneaux de Bicêtre de Louis Grospierre (Téléfilm)
- 1977 : La Foire de Roland Vincent (Téléfilm) : Thomi, la grand-mère
- 1979 : Histoires de voyous : Les Marloupins de Michel Berny
- 1980 : Le Curé de Tours (Téléfilm) de Gabriel Axel : Mlle de Presles
- 1980 : L'Été indien de Jean Delannoy  (Téléfilm) : La grand-mère
- 1981 : Le Bouffon de Guy Jorré (Téléfilm) : Lucile
- 1982 : Cinéma 16 - L'Amour s'invente de Didier Decoin (série télévisée) : Suzanne Vandot
- 1983 : Les mouettes sur la Saône de Jean Sagols (Téléfilm) : La grand-mère
- 1984 : Marie Pervenche de Claude Boissol (série télévisée) : Mme Cazeneuve
- 1994 : Un ange passe de Guy Jorré (Téléfilm) : Sœur Agnès

## Théâtre
- 1942 : L'Annonce faite à Marie de Paul Claudel, Théâtre de l'Œuvre
- 1943 : Le Grand Poucet de Claude-André Puget, mise en scène Gaston Baty, Théâtre Montparnasse
- 1949 : Chéri  de Colette, mise en scène Jean Wall, Théâtre de la Madeleine
- 1952 et 1959: La Tête des autres de Marcel Aymé, mise en scène André Barsacq, Théâtre de l'Atelier